# Syria Palaestina

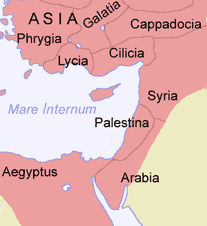
Die römischen Provinzen im östlichen Mittelmeerraum

Syria Palaestina („palästinisches Syrien“) war der Name einer Provinz des römischen Reiches in der Region Palästina, die nach der Niederschlagung des Bar-Kochba-Aufstandes im Jahr 135 aus der Provinz Judaea hervorging.
Judäa war im Jahr 6 regulär verwalteter Bestandteil des römischen Reiches geworden und wurde im Anschluss zunächst durch einen ritterlichen Präfekten, später durch einen Procurator und nach dem Jüdischen Krieg schließlich durch einen Legatus Augusti pro praetore verwaltet. Die Differenzen zwischen der jüdischen Bevölkerung und der römischen Obrigkeit führten während dieser Zeit immer wieder zu Konflikten. Nach dem jüdischen Aufstand 132 bis 135 verfolgte Kaiser Hadrian schließlich eine konsequente antijüdische Politik, in deren Rahmen der Name Syria Palaestina etabliert wurde. Ziel dieser Umbenennung Judäas war, den konkreten Bezug auf das jüdische Volk zugunsten der eher geographischen Bezeichnung Palaestina aufzugeben. Der erste Teil des neuen Namens bezog sich auf Syria, das bereits seit dem 1. Jahrhundert v. Chr. als eigene Provinz verwaltet wurde und dessen Statthalter in der Anfangszeit seinem niedrigrangigeren Kollegen in Judäa vorgestanden hatte. Nun, im 2. Jahrhundert, war Palaestina aber trotz dieser Namensgebung von Syria unabhängig, sogar in stärkerem Maße als zuvor, da nun statt eines Legatus Augusti pro praetore ein höherrangiger Statthalter konsularen Ranges der Region vorstand. Dies wiederum hatte seinen Grund wohl darin, dass zusätzlich zu der bereits bestehenden Legion in Caesarea Maritima eine zweite nach Legio stationiert wurde und damit die militärische Bedeutung der Provinz gesteigert wurde. Wann die Verlegung der Legion und die Rangerhöhung des Statthalterpostens genau stattfand, ist umstritten – auf jeden Fall müssen diese Ereignisse vor die Statthalterschaft des Quintus Tineius Rufus fallen, der das Amt spätestens 130 antrat.
Hauptstadt war weiterhin Caesarea Maritima. Jerusalem, das zuvor als heilige Stadt der Juden eine besondere Bedeutung gehabt hatte, wurde in Aelia Capitolina umbenannt und erhielt die Form einer typischen römischen Stadt. Den Juden wurde verboten, dort oder im näheren Umfeld zu siedeln. Während die Nachbarprovinz Syria durch Septimius Severus und später noch einmal unter Diokletian in mehrere kleinere Provinzen aufgeteilt wurde, blieb Syria Palaestina bis in die Spätantike hinein bestehen. Vermutlich war sie klein genug, um nicht als potenzieller Ausgangspunkt für Usurpationen gefährlich zu werden. Stattdessen schlug Diokletian sogar noch Teile der Provinz Arabia dem Gebiet Palaestinas zu, nämlich den Negev und den Sinai. Die Legio X Fretensis verlegte er zur Sicherung des Landes vor arabischen Einfällen von Jerusalem nach Aila (das heutige Eilat). Der nun durch Palaestina verlaufende Teil der römischen Reichsgrenze wurde in der Folgezeit einem eigenen Oberbefehlshaber, dem Dux Palaestinae, unterstellt, der aus dem spätantiken Verwaltungshandbuch Notitia dignitatum bekannt ist. Der bereits länger bestehende Grenzwall, der Limes Palaestinae, wurde weiter nach Süden vorgeschoben.

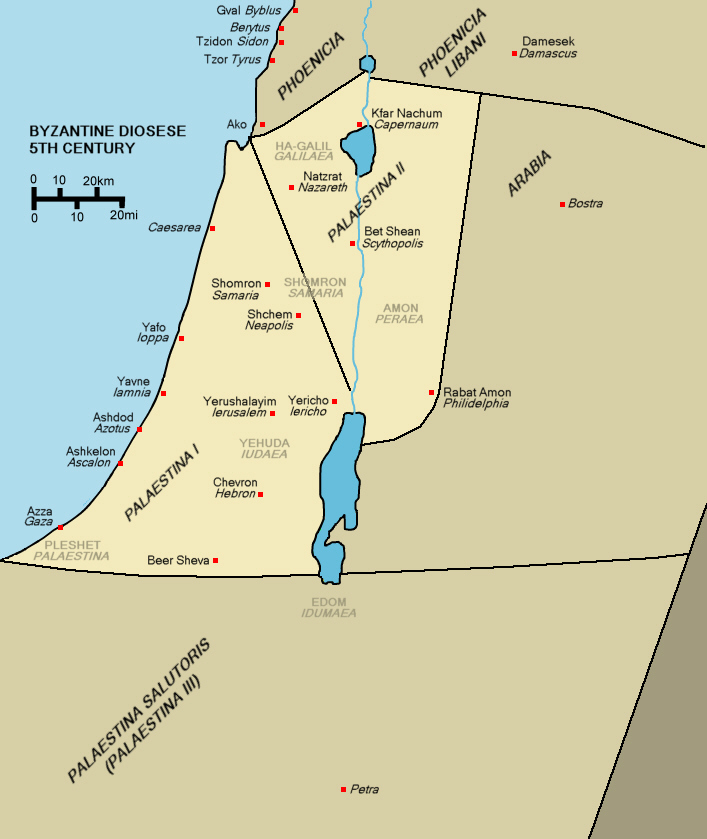
Die Provinzen Palaestina I, II und III

Im weiteren Verlauf des 4. Jahrhunderts wurde aber auch Syria Palaestina Teilungen unterzogen. 358 wurden die Gebiete, die bis Anfang des Jahrhunderts zu Arabia gehört hatten, in eine separate Provinz Palaestina salutaris umgewandelt, deren Hauptstadt der Ort Petra wurde. Um das Jahr 400 schließlich erfolgte eine weitere Teilung des verbliebenen Teils: Palaestina prima umfasste das Kernland mit der Hauptstadt Caesarea, Palaestina secunda erstreckte sich auf Galiläa, den Golan und das Ostjordanland und hatte die Hauptstadt Skythopolis (heute Bet Sche’an). Palaestina salutaris wurde in der Folge auch als Palaestina tertia bezeichnet.
Hatte Palaestina im 3. Jahrhundert die reichsweiten Krisenerscheinungen erfahren, bedeutete das 4. Jahrhundert einen wirtschaftlichen Aufschwung, unter anderem auch durch die Christianisierung des römischen Reiches und den damit einhergehenden Aufschwung der Pilgerfahrten ins „Heilige Land“. Im Verlauf der Spätantike gelang es dem Christentum mit kaiserlicher Förderung, sich in fast der kompletten Region gegen das Judentum durchzusetzen. In den Jahren 614 bis 628 wurde Palästina durch das Sasanidenreich erobert, aber kurz darauf an Ostrom zurückgegeben. Ob das oströmische Reich tatsächlich auch wieder die Herrschaft dort aufbaute, oder die Provinz vorerst sich selbst überließ, ist unklar. Schon wenige Jahre später gelangte Palaestina im Rahmen der Islamischen Expansion in der Levante schließlich an die Araber, wobei Yehuda Nevo und Judith Koren davon ausgehen, dass das nicht im Rahmen einer militärischen Unternehmung geschah, sondern die Übernahme ohne großen Widerstand vonstattenging.